# سارا سوکو
سارا سوکو (فرانسوی: Sarah Suco‎؛ زادهٔ آوریل ۱۹۸۱) بازیگر اهل فرانسه است.
از فیلم‌ها یا برنامه‌های تلویزیونی که وی در آنها نقش داشته‌است می‌توان به قهرمانان من، آهنگ شیرین، کارگزار مرا خبر کنید!، یتیم، من زندگی را فهمیدم! و پسر اشاره کرد.